# آرثر باورز
آرثر باورز (بالإنجليزية: Arthur Bowers)‏ هو سياسي أمريكي، ولد في 16 فبراير 1919 في الولايات المتحدة، وتوفي في 21 مايو 1988 في نفس البلد. حزبياً، نشط في الحزب الديمقراطي. وقد انتخب عضو مجلس نواب أوهايو.